# Ла-Хав
Ла-Хав или Лахав (современное произношение) или Ла-Ав (историческое французское произношение) — посёлок в округе Луненбург, Новая Шотландия. Расположен через реку от Риверпорта и примерно в 15 км от города Бриджуотер.
В настоящее время это всего лишь маленький посёлок, однако во времена основания колонии Акадии Ла-Хав служил её административным центром. Расположен на шоссе 331 в устье реки Лахав длиной 97 км.

## История

### Поселение индейцев-микмаков и французская колония
Место служило важным центром народа микмак, который торговал с европейцами. Сообщается, что Мессамуэ, известный сакмоу, или вождь народа микмак, был родом из местности, где позднее возник Ла-Хав.
Самуэль де Шамплен посетил местность в 1604 году во время своего первого путешествия в Акадию. Генри Гудзон высадился там же в 1609 году во время плавания по поручению голландской Ост-Индской компании. Несмотря на гостеприимство микмаков, команда Хадсона совершила неспровоцированное нападение на поселение микмаков. В результате микмак напали на следующий голландский корабль, который прибыл в эти места в 1611 году.
Ла-Хав служил административным центром Акадии с 1632 года, когда Исаак де Разийи поселился на участке земли в устье реки Лахав, и до его внезапной смерти в 1636 году. Разийи основал колонию из 300 человек и построил Святой Марии Милостивой (Сент-Мари-де-Грас). Разийи сообщал, что соорудил форт, способный выдержать шестимесячную осаду благодаря своим запасам. Также в селе была часовня, магазин и дома для рабочих. В течение двенадцати месяцев после прибытия Разийи Ла-Хав превратился в процветающий торговый пост, центр небольшой фермерской общины в этом районе и главный порт для захода большого рыболовного флота. В какой-то момент в поселке было пятьсот сезонных рыбаков. После смерти Разийи новый губернатор Шарль де Мену д’Ольнэ переселил акадийцев из Ла-Ава в Порт-Ройал, который был уступлен шотландцам в 1632 году
В 1652 году Ла-Хав все ещё был торговым постом, и на него совершил набег Эммануэль Ле Борнь.
Во время войны королевы Анны жители Новой Англии совершили набег на посёлок, взяв в плен трех акадийцев (1705 г.).

### Война короля Георга
Во время войны короля Георга два французских офицера в письме из Квебека сообщили графу Морепа, что «англичане не сушат рыбу на восточном побережье Акадии со времен войны из-за страха, что индейцы-микмаки застигнут их врасплох и убьют». Это опасение было вполне обоснованным, поскольку те же самые офицеры также советовали: «… когда лодка, принадлежащая английскому торговцу, высадилась в Ла-Хав, чтобы запастись дровами и водой, эти индейцы убили 7 членов экипажа и принесли скальпы сьеру Марену».
Форт Сент-Мари-де-Грас был признан Национальным историческим памятником Канады в 1924 году.

### Американская революция
15 апреля 1780 года ополчение Луненбурга (35 человек) и британские бригантины Джон и Рэйчел захватили приз американского капера «Салли» на реке Лахав. Во время захвата каперы убили главу ополчения (Макдональдса) и ранили двух членов экипажа судна «Джон и Рэйчел».

### Судостроение
В 17 веке посёлок был экономическим центром рыболовства, торговли и судостроения в окрестностях. В этом районе построено множество судов, в том числе знаменитый клипер «Олень».

### Маяк-музей
В 1874 году в Ла-Хаве был построен маяк, который помогал судам плыть по реке Лахав. Старый маяк был выведен из эксплуатации в 1960-х годах и заменен механическим фонарем на противоположной стороне реки. В 1969 году для управления этим историческим местом было создано Историческое общество округа Луненбург, которое превратило пустой дом хранителя маяка в общественный музей и сувенирный магазин.
В музее проводятся многочисленные общественные мероприятия в течение года, в том числе фестиваль микмакской культуры, фольклорный фестиваль Реки Лахав, и широкий спектр художественных выставок.

### Канатный паром через реку Лахав
С 1832 года Ла-Хав был связан с посёлком Ист-Ла-Хав, расположенным на противоположной стороне реки Лахав, через кабельный паром . В 1982 году Брэди Э. Химмельман ушел в отставку после 35 лет службы в должности капитана паромов Лахав. В 2010 году старый паром был заменен новым паромом вместимостью 14 автомобилей, названным в честь Брэди Э. Химмельмана. Паром обслуживает провинция Новая Шотландия, билет в один конец стоит 7 долларов. Поездка длится около пяти минут в одну сторону.
В пятницу, 3 января 2014 года, паром сорвался из троса и был унесён в открытый океан, сев на мель на пляже Окснерс.

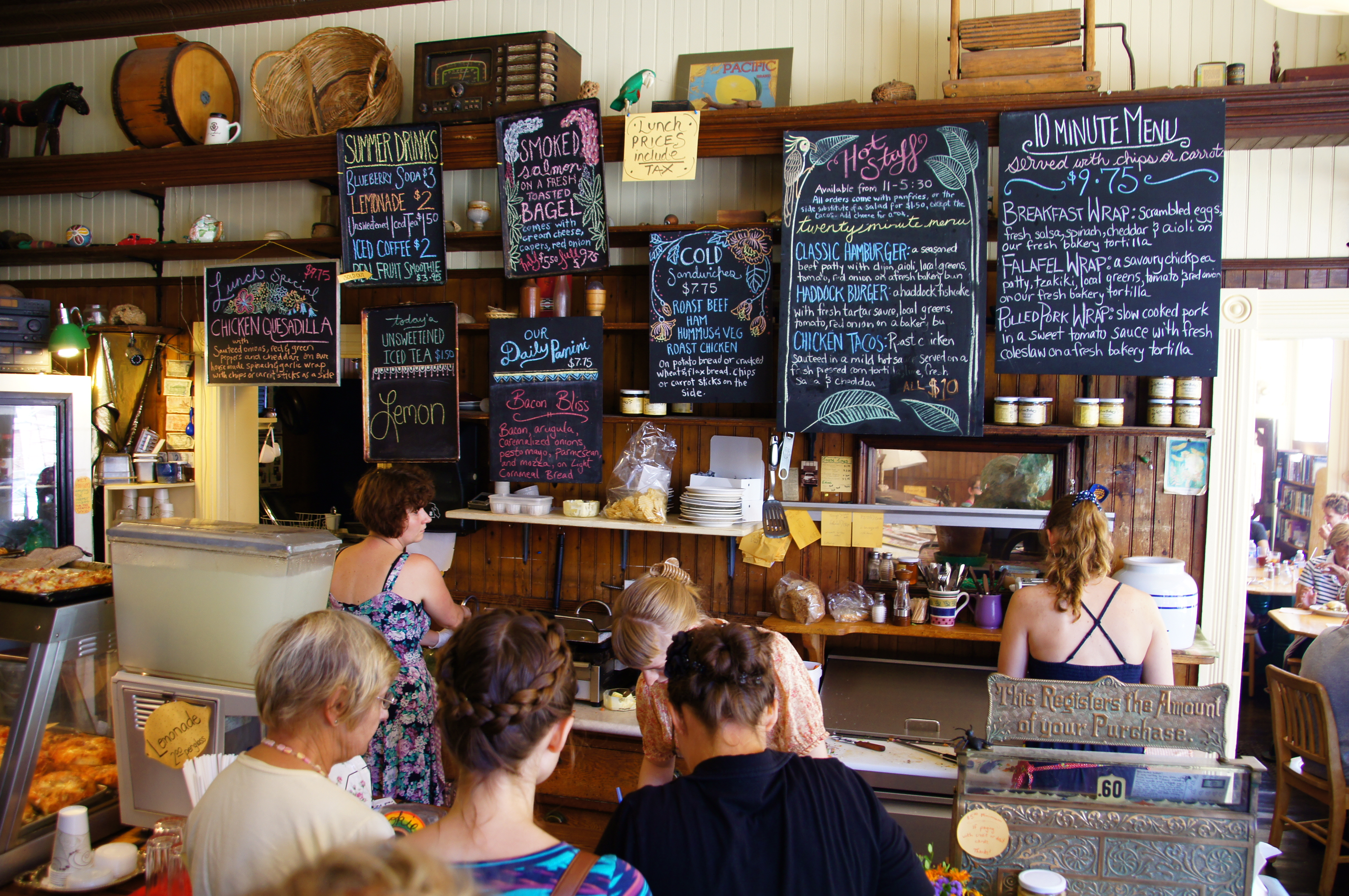
Пекарня Ла-Хав со старинніми витринами, мебелью и домашним меню.

Морской музей островов Лахав (около 1913 г.) внесён в Канадский реестр исторических мест.

## Галерея

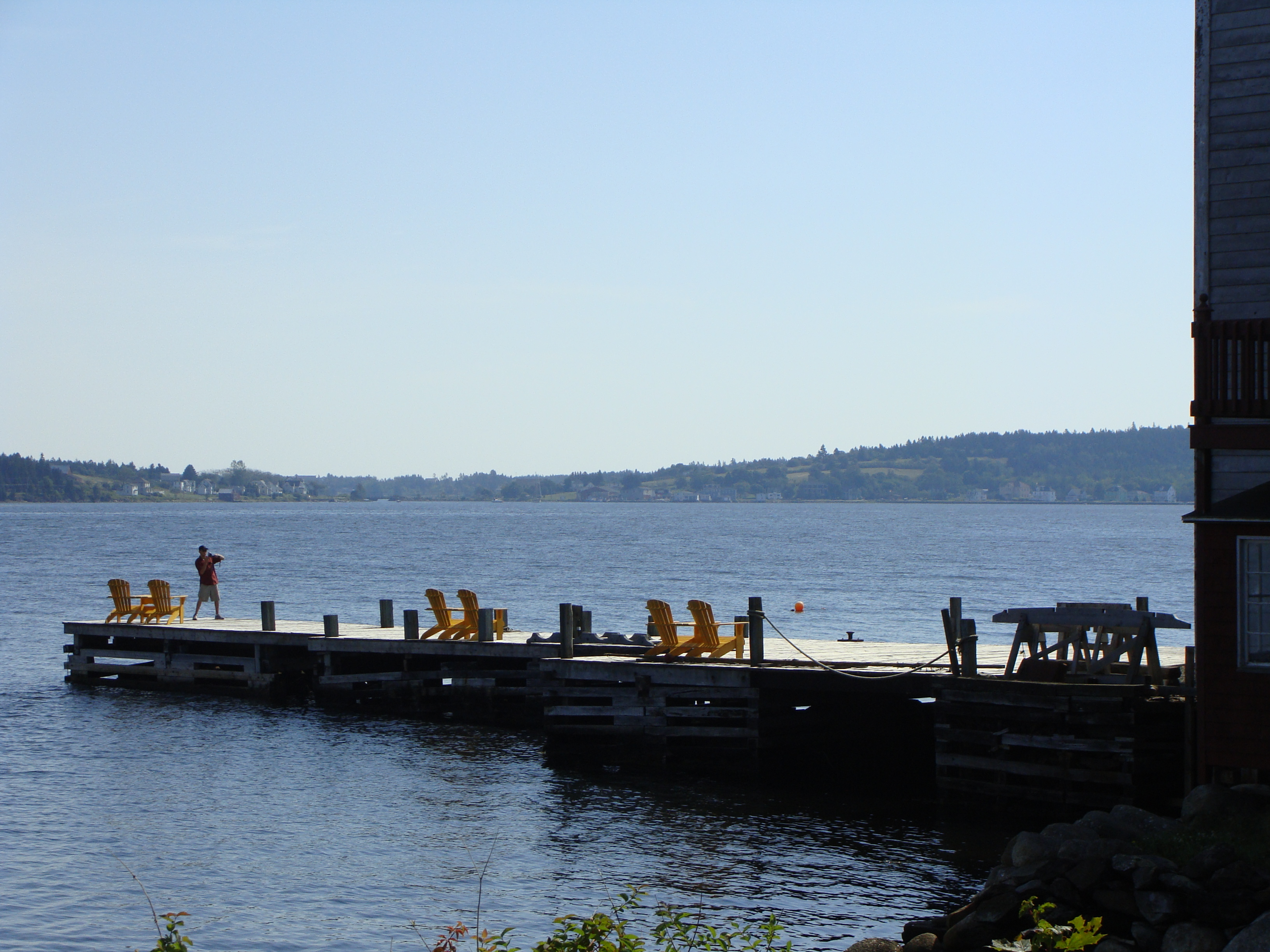
Пирс в речном порту Ла-Хав
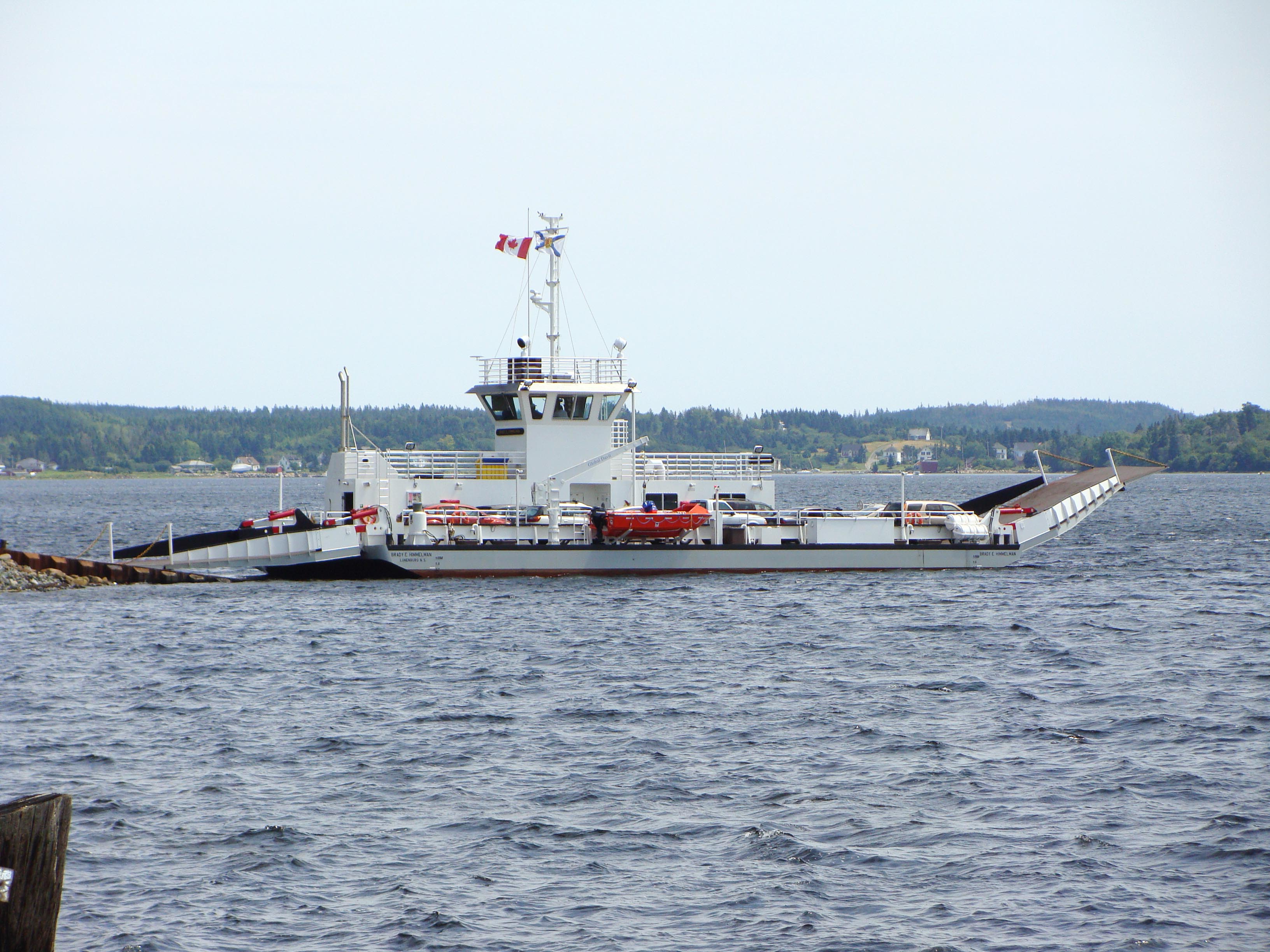
Паром из Ла-Хав в Ист-Ла-Хав
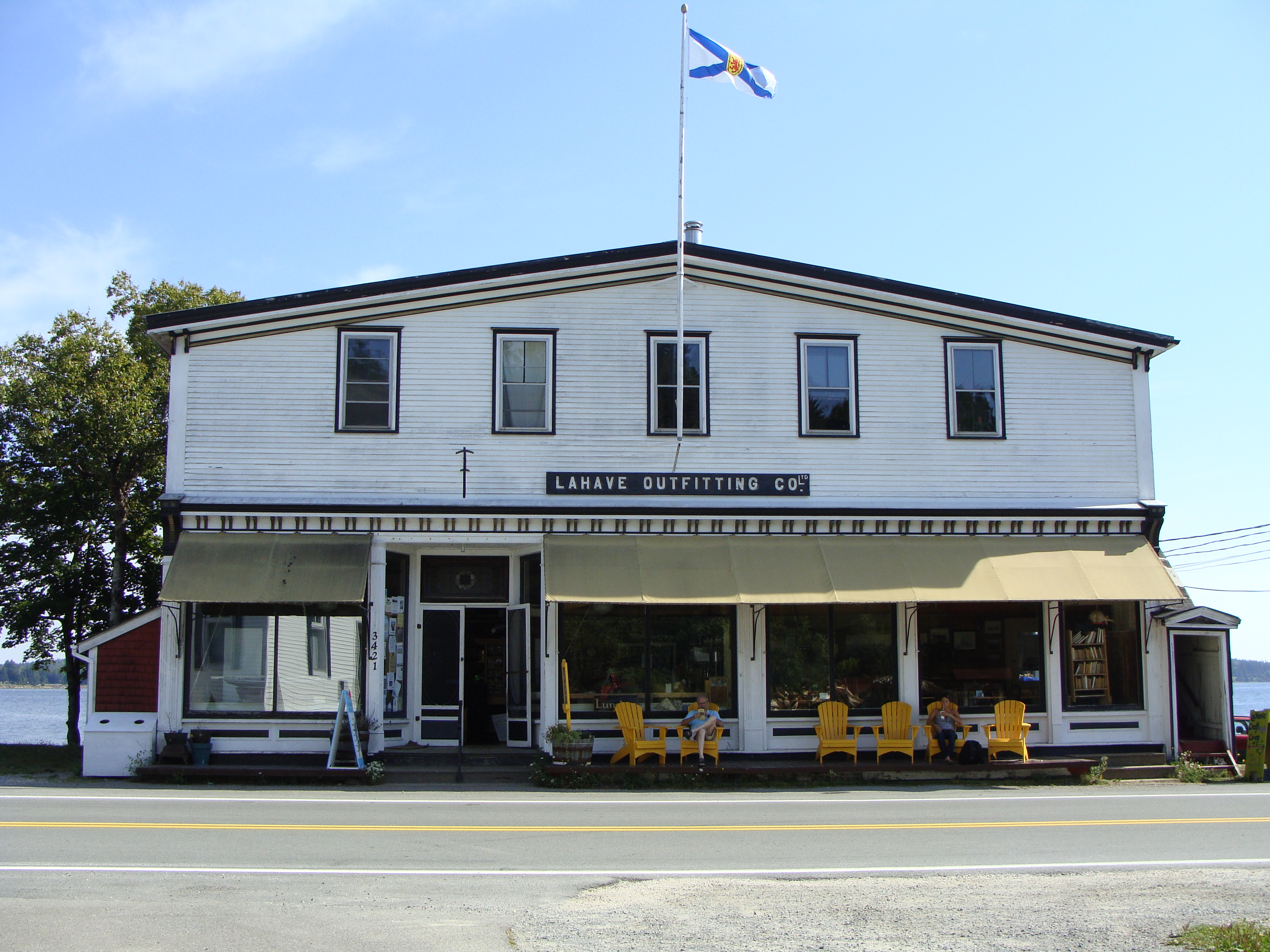
The LaHave Outfitting Company Gateway
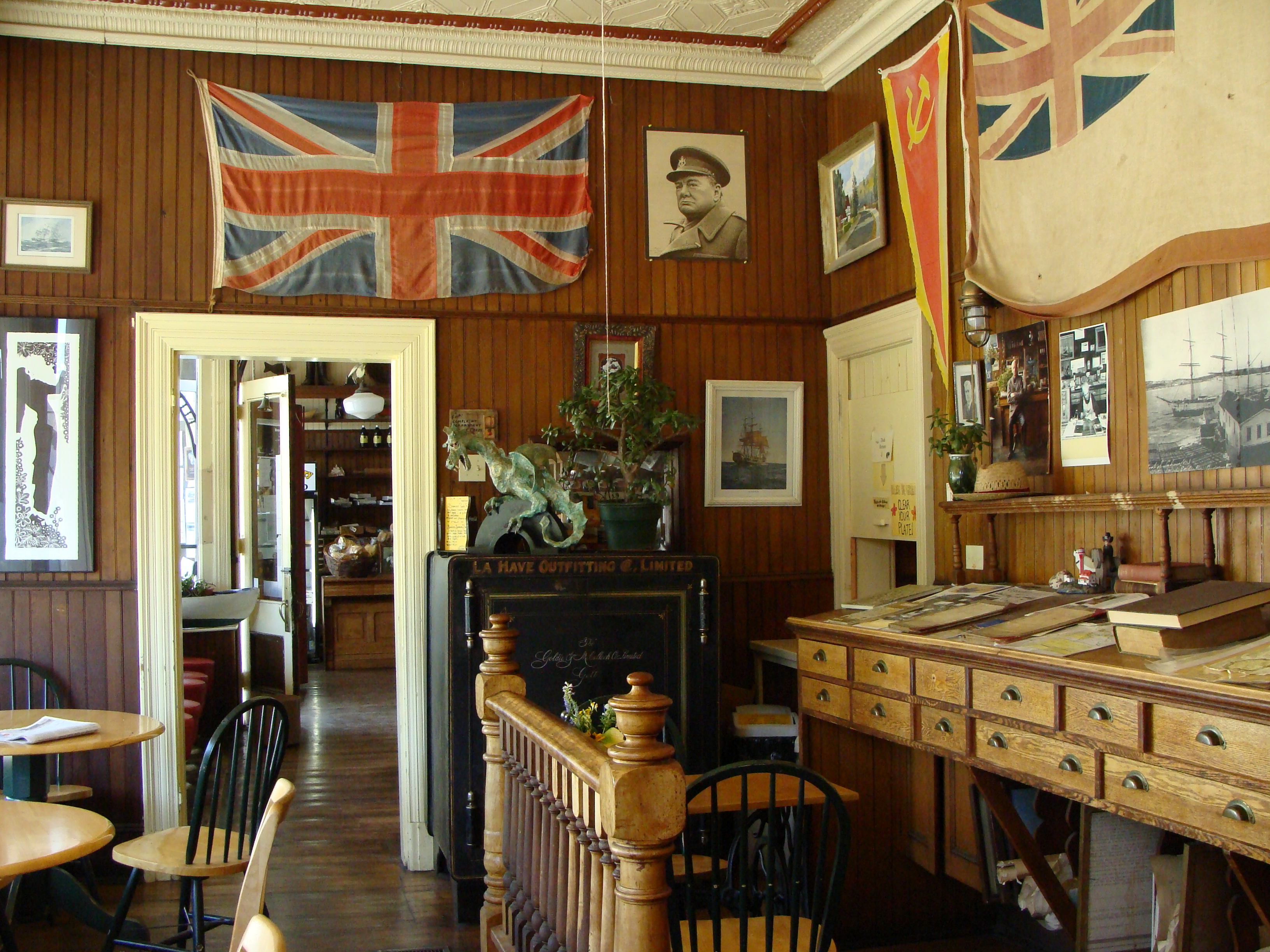
Историческая пекарня